# Welt am Sonntag
Welt am Sonntag er en tysk ugeavis udgivet af Axel Springer AG. Avisen blev grundlagt den 1. august 1948 og har hovedkontor i Berlin. Der udsendes også lokale udgaver i Hamburg, München og Düsseldorf.
Avisen beskæftiger sig specielt med politik, sport, økonomi, finansstof, kultur, mode, rejsestof, teknik og boligmarkedet.